# Il fantasma dell'Opera (film 1983)
Il fantasma dell'Opera è un film horror televisivo del 1983 diretto da Robert Markowitz.

## Trama
La diva del Teatro dell'Opera di Budapest si suicida dopo che il proprietario ha rovinato la sua carriera per aver respinto le sue avance; il di lei marito, creduto ucciso in un incendio, pianifica la sua vendetta su tutti quelli che ritiene responsabili del suicidio della moglie.

## Produzione
Prima versione televisiva del celebre romanzo di Gaston Leroux (1868-1927), pubblicato per la prima volta nel 1910.
Le riprese sono state realizzate interamente a Budapest, in Ungheria. Il teatro dell'opera è in realtà il Teatro József Katona di Kecskemét; la tana del Fantasma è stata girata in strutture di stoccaggio sotto un birrificio.

## Distribuzione
Trasmesso in TV per la prima volta negli Stati Uniti dalla CBS TV il 29 gennaio 1983.